# Tali e quali (prima edizione)
La prima edizione del talent show Tali e quali (spin-off di Tale e quale show) è andata in onda il 22 novembre 2019 in una puntata unica, sempre con la conduzione di Carlo Conti in prima serata su Rai 1.           
La giuria è stata composta da Loretta Goggi, Giorgio Panariello e Vincenzo Salemme affiancati da giudici speciali: Vanessa Incontrada, Gigi D'Alessio e Antonella Clerici.
L'edizione è stata vinta da Veronica Perseo con l'interpretazione di Lady Gaga in Shallow.

## Il programma
Questo spin-off prevede una gara fra dodici persone comuni (non professionisti e non facenti parte del mondo dello spettacolo) scelte tra coloro che hanno inviato alla redazione del programma i video amatoriali delle loro imitazioni durante le puntate dell'edizione appena terminata.
Ciascuno di essi è impegnato nell'imitazione di personaggi celebri del mondo della canzone attraverso la reinterpretazione dei brani di questi ultimi dal vivo. Al termine della serata sono sottoposti al giudizio di una giuria. Ogni giurato dichiara i suoi voti per ciascun concorrente, assegnando da cinque a sedici punti. Inoltre, ciascun concorrente in gara deve dare cinque punti ad uno dei concorrenti o a sé stesso, che si sommano a quelli assegnati dalla giuria, determinando così la classifica della puntata.

## Cast

### Concorrenti

#### Uomini
- Leonardo Blanchard
- Fabio Cacace
- Armando Cesarano
- Adonà Mamo
- Alberto Pastorelli
- Christian Pighi
- Claudio Sacco

#### Donne
- Valentina Caturelli
- Stella Grillo
- Letizia Olivieri
- Rita Palange
- Veronica Perseo

### Giudici
La giuria è composta da:
- Loretta Goggi
- Giorgio Panariello
- Vincenzo Salemme

#### Giudici ospiti
- Vanessa Incontrada
- Gigi D'Alessio
- Antonella Clerici

### Coach
Coach dei concorrenti sono:
- Daniela Loi: vocal coach
- Matteo Becucci: vocal coach
- Maria Grazia Fontana: vocal coach
- Fabrizio Mainini: coreografo
- Emanuela Aureli: imitatrice
- Antonio Mezzancella: vocal coach
- Pinuccio Pirazzoli: direttore d'orchestra

## Puntata
La prima edizione di Tali e quali è andata in onda come puntata speciale il 22 novembre 2019 ed è stata vinta da Veronica Perseo, che ha interpretato Lady Gaga in Shallow.
| Ordine | Canzone e cantante imitato                   | Concorrente         | Punteggio | Panariello | Goggi | Salemme | Incontrada | D'Alessio | Clerici | Concorrenti |
| ------ | -------------------------------------------- | ------------------- | --------- | ---------- | ----- | ------- | ---------- | --------- | ------- | ----------- |
| 4      | Shallow – Lady Gaga                          | Veronica Perseo     | 98        | 15         | 15    | 16      | 15         | 16        | 16      | 5           |
| 6      | Casta Diva – Maria Callas                    | Adonà Mamo          | 92        | 13         | 14    | 14      | 16         | 15        | 15      | 5           |
| 5      | T'innamorerai – Marco Masini                 | Claudio Sacco       | 88        | 16         | 13    | 15      | 14         | 14        | 11      | 5           |
| 3      | Cercami – Renato Zero                        | Armando Cesarano    | 85        | 14         | 16    | 11      | 13         | 13        | 13      | 5           |
| 1      | Vivendo adesso – Francesco Renga             | Christian Pighi     | 77        | 12         | 12    | 12      | 12         | 12        | 12      | 5           |
| 8      | Sei nell'anima – Gianna Nannini              | Rita Palange        | 65        | 11         | 10    | 13      | 7          | 10        | 9       | 5           |
| 11     | Memory – Barbra Streisand                    | Stella Grillo       | 61        | 8          | 8     | 9       | 8          | 9         | 14      | 5           |
| 10     | Quando finisce un amore – Riccardo Cocciante | Alberto Pastorelli  | 60        | 7          | 9     | 7       | 11         | 11        | 10      | 5           |
| 9      | Dimmi come... – Alexia                       | Valentina Caturelli | 59        | 10         | 11    | 10      | 9          | 6         | 8       | 5           |
| 7      | Stayin' Alive – Barry Gibb dei Bee Gees      | Fabio Cacace        | 47        | 9          | 7     | 8       | 5          | 7         | 6       | 5           |
| 2      | Rehab – Amy Winehouse                        | Letizia Olivieri    | 43        | 6          | 6     | 5       | 6          | 8         | 7       | 5           |
| 12     | Meraviglioso – Giuliano Sangiorgi            | Leonardo Blanchard  | 41        | 5          | 5     | 6       | 10         | 5         | 5       | 5           |

- Giudici ospiti: Vanessa Incontrada, Gigi D'Alessio e Antonella Clerici
- Ospiti: Marco Masini ed Alexia
- Nota: ciascun concorrente ha assegnato i suoi cinque punti al concorrente dell'esibizione successiva, e l'ultimo li ha assegnati al primo.

## Ascolti
| Messa in onda    | Telespettatori | Share  |
| ---------------- | -------------- | ------ |
| 22 novembre 2019 | 4 352 000      | 20,70% |